# Luisa Carolina de Hochberg
Luisa Carolina de Hochberg, nacida Geyer von Geyersberg, a partir de 1787 Baronesa de Hochberg, a partir de 1796 Condesa de Hochberg (26 de mayo de 1768 en Karlsruhe - 23 de junio de 1820, id.) fue la segunda esposa morganática del Margrave y después Gran Duque Carlos Federico de Baden. Sus descendientes finalmente ascendieron al trono gran ducal y reinaron hasta 1918.

## Origen
Luisa Carolina Geyer von Geyersberg era la hija del Teniente Coronel Luis Enrique Felipe Geyer von Geyersberg (1729-1772) y de su esposa, la Condesa Maximiliana Hedwiger von Sponeck. La última era sobrina política del Duque Leopoldo Everardo de Wurtemberg-Montbéliard. Luisa Carolina descendía de una familia de la Baja Austria de apellido Geiger; Walther Geiger, un administrador postal en Viena, siendo ennoblecido en el Sacro Imperio Romano Germánico, junto con algunos parientes colaterales, en 1595. En 1625 el emperador Fernando II les autorizó a añadir el sufijo noble "von Geyersberg". En algún momento después de 1675 el bisabuelo de Luisa Carolina, Cristóbal Fernando, lo substituyó por una versión más aristocrática del nombre, "Geyer von Geyersberg". Mientras se encontraba en el servicio del Duque Everardo Luis de Wurtemberg su hijo, Cristián Enrique, asumió el título de barón en 1729, habiéndose casado con Cristiana von Thummel el año anterior. Sin embargo, antes del matrimonio de Luisa Carolina, referencias escritas de ella en la corte de Baden omiten cualquier título baronial.
Luisa Carolina atendió a una escuela privada  en Colmar. Después atendió a la corte de Baden-Durlach como dama de honor de la Princesa Heredera Amalia.

## Matrimonio con el Margrave Carlos Federico
Aunque referida en la boda del 24 de noviembre de 1787 por el título de "Baronesa Geyer von Geyersberg" por su prometido, el matrimonio con el Margrave Carlos Federico, quien había sido viudo desde 1783, fue en ese tiempo considerado morganático ya que ella fue considerada de rango inferior al príncipe. Seguidamente a la boda, el Margrave declaró que su esposa llevaría el título de Baronesa von Hochberg. En la misma proclamación, co-firmada por los tres hijos varones de su primer matrimonio, se reservó la decisión sobre el título y los derechos sucesorios de los hijos nacidos del matrimonio. En julio de 1799 cartas patentes fueron emitidas por el emperador Francisco II del Sacro Imperio Romano Germánico, con efectos retroactivos de 12 de mayo de 1796, elevándola al título imperial de Condesa de Hochberg. Nunca obtuvo el rango de Princesa Imperial, ni el de Margravina, el título que llevaba la primera esposa de Carlos Federico.

## Herencia de los hijos
Aunque los hijos de Luisa Carolina inicialmente no fueron reconocidos legalmente como de rango dinástico, el 20 de febrero de 1796 su padre clarificó por escrito (subsiguientemente co-firmado por sus hijos mayores) que los hijos de la pareja eran elegibles para suceder en el trono margravial en orden de primogenitura masculina después de la extinción de la descendencia masculina de su primer matrimonio, quienes eran entonces los únicos dinastas restantes de la Casa de Baden. El Margrave más tarde declaró que su matrimonio "no debía ser visto como morganático, sino verdaderamente un matrimonio entre iguales", aunque por ese tiempo su hija permaneció como baronesa y a los hijos varones solo se les asignó el título de Condes von Hochberg. Pero en 1799 a los hijos de Luisa se les concedió el título de Condes Imperiales von Hochberg (retroactivo a 1796).
El 10 de septiembre de 1806, después de la abolición del Sacro Imperio Romano Germánico y la asunción plena del título soberano de Gran Duque de Baden, Carlos Federico confirmó el estatus dinástico de los hijos de su segundo matrimonio. Este acto fue, de nuevo, firmado por todos los varones de la Casa de Baden (es decir, por sus tres hijos mayores) pero no fue promulgado.
Carlos Federico murió en 1811 y fue sucedido (habiendo muerto su hijo mayor) por su nieto, el Gran Duque Carlos de Baden. El 4 de octubre de 1817, ya que ni él ni ninguno de los otros hijos del primer matrimonio de su abuelo tenía descendientes varones supervivientes, Carlos confirmó los derechos sucesorios de sus medio-tíos, concediéndoles a cada uno el título de Príncipe y Margrave de Baden, con el tratamiento de Alteza. Pidió al congreso principesco en Aquisgrán el 20 de noviembre de 1818, unas pocas semanas antes de su muerte, que confirmara los derechos de sucesión de los hijos de Luisa Carolina.
No obstante esta proclamación de la sucesión de Baden evocó desafíos internacionales. El Congreso de Viena en 1815 había reconocido eventuales reclamaciones de Austria y Baviera sobre parte de Baden que habían sido asignadas a Carlos Federico en el Alto Palatinado y Breisgau, anticipando que tras una inminente desaparición esos territorios dejarían de formar parte del Gran Ducado. Las disputas fueron resueltas por el Tratado de Fráncfort, 1819, bajo el cual Baden cedía una porción de Wertheim, de hecho un enclave dentro de Baviera, a ese reino, de tal punto que la sucesión como fue establecida en 1817 fue reconocida por Baviera y Austria.
En 1830, diez años más tarde de la muerte de Luisa Carolina, tras la muerte de Luis I (quien era el último gobernante de la vieja línea), su hijo Leopoldo finalmente ascendió al trono como Gran Duque. Los descendientes de Luisa gobernaron el Gran Ducado de Baden hasta su abolición en 1918. La actual línea de pretendientes son descendientes de Luisa Carolina.

## Kaspar Hauser
Se alegó que Luisa Carolina conspiró para substituir un infante muerto por el primer hijo del Gran Duque Carlos y de la Gran Duquesa Estefanía, con el propósito de asegurar el trono para sus propios hijos. Cuando fue hallado Kaspar Hauser, se rumoreó que era el príncipe primogénito de Baden, alejado de su lugar de nacimiento y criado sin conocimiento de su ancestro real. Historiadores modernos consideran esta leyenda como refutada.

## Descendencia
Por su matrimonio con Carlos Federico tuvo los siguientes hijos:
- Leopoldo (29 de agosto de 1790 - 24 de abril de 1852)
- Guillermo (8 de abril de 1792 - 11 de octubre de 1859)
- Federico Alejandro (10 de junio de 1793 - 18 de junio de 1793)
- Amalia (26 de enero de 1795 - 14 de septiembre de 1869), desposó el 19 de abril de 1818 al Príncipe Carlos Egon II de Fürstenberg (28 de octubre de 1796 - 22 de octubre de 1854)
- Maximiliano (8 de diciembre de 1796 - 6 de marzo de 1882).